# Rebecca Lord
Rebecca Lord, née le 16 février 1973 à Paris, est une ancienne actrice et réalisatrice française de films pornographiques.

## Biographie
Rebecca  est maquilleuse lorsqu'elle répond à une annonce passée dans un journal en 1993 qui recherche alors une fille pour jouer dans des films X amateurs.
Le réalisateur David Carroll lui donne initialement le pseudonyme de Rebecca Lords car il est fan de Traci Lords, mais il fait une erreur en écrivant le nom dans le générique de ses films (il oublie le « s »). Par conséquent, le nom retenu est Rebecca Lord.
Elle tourne alors dans des centaines de films et fait trois apparitions dans l'émission The Howard Stern Show (deux fois en novembre 1999 et une en juin 2001).
Elle est mariée depuis plus de 17 ans à l'homme[Quand ?] qui produit ses films[réf. souhaitée].
En 1998, Rebecca Lord apparait dans le clip d'une chanson de George Michael, Outside.
En 2005, elle fait ses débuts dans le cinéma non pornographique en jouant l'un des rôles principaux du film américain indépendant I Am a Sex Addict, de Caveh Zahedi.
En 2013, elle intègre l'AVN Hall of Fame.

## Filmographie sélective

### Comme actrice
Cinéma pornographique
- 2019 : She Loves Her Plastic Cock (compilation)
- 2016 : Sinfully Yours
- 2015 : Do Not Disturb 3
- 2013 : Snooty Booty (compilation)
- 2012 : Tuna Helper (compilation)
- 2011 : Infidélité, d'Ovidie
- 2007 : Rebecca's Nasty Girls 1
- 2005 : Girly Girlz 3
- 2004 : JKP All Asian 2
- 2003 : 100% Masturbations 4
- Passion Tales 4 & 5 (2002)
- Lexus: Up Close and Personal (2001)
- Taken (2000)
- Four Finger Club 3 (1999)
- Slave To Fashion (1998)
- No Man's Land 17 (1997)
- Lip Service (1996)
- No Man's Land 11 (1995)
- The Devil in Miss Jones 5: The Inferno (1994)
- Gangbang Girl 14 (1994)

Cinéma non pornographique
- I Am a Sex Addict (2005)

### Comme réalisatrice
- Lady Chatterley's Stories (2000) (14 épisodes, 2000-2001)
- Kama Sutra (2000) série tv (3 épisodes)
- Bedtime Stories (2000) série tv (12 épisodes)
- Pure Masturbations (2000)
- Private Vignettes #1 (2000)
- Pure Sex: Episode Two (2000)
- Pure Sex (1999)
- Sensations 2 (1996)
- Rebecca's World Tour: French Edition (1994)
- My First DP (1999)
- Rebecca Lord's World Tour (1995)
- Rebecca's Nasty Girls 1 (2007)
- Sensations Sin City (1996)
- Sensations 2 Sin City (1996)
- Sex Tails 1	 Rebecca Lord Productions (2004)
- Sex Tails 2 Juicy Entertainment (2006)
- Virgin Bride (1999)